# Vernonia rupicola
Vernonia rupicola là một loài thực vật có hoa trong họ Cúc. Loài này được Ridl. miêu tả khoa học đầu tiên năm 1920.